# Powiększenie
Powiększenie układu optycznego – iloraz rozmiaru obrazu do rozmiaru przedmiotu. Powiększenie {\displaystyle p} jest wielkością bezwymiarową i może przyjmować wartości większe od 0. Powiększenie {\displaystyle p>1} oznacza rzeczywiste powiększenie obrazu, podczas gdy {\displaystyle p<1} – jego pomniejszenie. Niektórzy autorzy przypisują powiększeniu wartość ujemną, gdy obraz jest odwrócony. Z punktu widzenia optyki geometrycznej powiększenie zależy tylko od geometrii układu optycznego i może być dowolnie duże. Jednak z powodu falowej natury światła, przy pewnym powiększeniu pogarsza się jakość obrazu. Jest to spowodowane skończoną zdolnością rozdzielczą przyrządów optycznych. W zależności od rodzaju obrazu i przeznaczenia układu optycznego, definiuje się powiększenie liniowe (zwane po prostu powiększeniem) lub powiększenie kątowe.

## Powiększenie liniowe

Powiększenie liniowe

Stosunek wysokości obrazu {\displaystyle A'B'} do wysokości przedmiotu {\displaystyle AB} mierzone w kierunku prostopadłym do osi optycznej układu nazywa się powiększeniem (lub powiększeniem liniowym, a jeszcze dokładniej – powiększeniem liniowym poprzecznym)
{\displaystyle p={\frac {A'B'}{AB}}.}
W ten sposób powiększenie jest definiowane głównie wówczas, gdy obraz jest rzeczywisty i istotny jest rozmiar tego obrazu na ekranie, na przykład w projektorach, rzutnikach, aparatach fotograficznych (tutaj ekranem jest matryca). W przypadku obrazów rzeczywistych, otrzymywanych przy użyciu pojedynczej soczewki, powiększenie jest równe stosunkowi odległości soczewka-obraz {\displaystyle y} do odległości soczewka-przedmiot {\displaystyle x{:}}
{\displaystyle p={\frac {y}{x}}.}
Wykorzystując równanie soczewki można pokazać, że:
{\displaystyle p={\frac {f}{x-f}},}
gdzie {\displaystyle f} jest ogniskową soczewki. W przypadku obserwacji odległego przedmiotu, gdy {\displaystyle f\ll x} wzór ten redukuje się do prostszej postaci
{\displaystyle p={\frac {f}{x}}.}
W opisie urządzeń optycznych często zamiast podawać samą wartość powiększenia stosuje się zapis „x10”, „10x” lub „dziesięciokrotne” przy powiększeniu {\displaystyle p=10.}

### Powiększenie mikroskopu
W mikroskopie występują dwa układy optyczne – okular i obiektyw. Powiększenie obrazu w mikroskopie jest iloczynem powiększeń obu tych układów:
{\displaystyle p=p_{ob}\cdot p_{ok}.}
Aby w mikroskopie powstał ostry obraz, obraz wytworzony przez obiektyw musi znaleźć się prawie w ognisku okularu, wówczas:
{\displaystyle p={\frac {l}{f_{ob}}}\cdot {\frac {d}{f_{ok}}},}
gdzie:
{\displaystyle f_{ob}} – ogniskowa obiektywu,
{\displaystyle f_{ok}} – ogniskowa okularu,
{\displaystyle d} – odległość dobrego widzenia (najmniejsza odległość, z której oko ludzkie widzi ostro bez wysiłku),
{\displaystyle l} – odległość między ogniskami okularu i obiektywu. Ze względu na małe ogniskowe obu układów, jest to w przybliżeniu odległość pomiędzy obiektywem a okularem, dlatego bywa nazywana długością tubusu.

### Powiększenie liniowe wzdłużne
Powiększenie liniowe może być też mierzone wzdłuż osi optycznej układu. Jest to powiększenie wzdłużne. O ile jednak powiększenie poprzeczne jest proporcjonalne do {\displaystyle f/x,} o tyle powiększenie wzdłużne jest proporcjonalne do kwadratu tego stosunku, co dla obrazów odległych przedmiotów {\displaystyle (f/x\ll 1)} oznacza dużo mniejszą wartość powiększenia.

## Powiększenie kątowe

Powiększenie kątowe

Powiększenie kątowe określane jest dla obrazów pozornych, ponieważ istotne jest głównie w przyrządach wyposażonych w okular (przystosowanych do obserwacji bezpośrednich) takich jak lupa, lornetka czy teleskop. Powiększenie kątowe jest to iloraz rozmiaru kątowego obrazu do rozmiaru kątowego przedmiotu
{\displaystyle p_{k}={\frac {\theta _{o}}{\theta _{p}}}.}
Powiększenie kątowe bywa również definiowane jako iloraz tangensów tych kątów
{\displaystyle p_{k}={\frac {\operatorname {tg} \theta _{o}}{\operatorname {tg} \theta _{p}}}.}
Obie definicje dają praktycznie ten sam rezultat dla małych kątów.

### Powiększenie teleskopu
Powiększenie kątowe w teleskopie wyraża wzór:
{\displaystyle p_{k}={\frac {f_{ob}}{f_{ok}}},}
gdzie:
{\displaystyle f_{ob}} – ogniskowa obiektywu,
{\displaystyle f_{ok}} – ogniskowa okularu.
Ze wzoru wynika, że niezależnie od szczegółów konstrukcyjnych teleskopu, ogniskowa obiektywu powinna być dużo większa od ogniskowej okularu.

### Powiększenie kątowe a powiększenie liniowe
Warto zwrócić uwagę, że powiększeniu liniowemu {\displaystyle (p>1)} może towarzyszyć powiększenie kątowe {\displaystyle (p_{k}>1),} jak to ma miejsce w mikroskopie. Ale może wystąpić sytuacja odwrotna, gdy powiększeniu kątowemu towarzyszy znaczne pomniejszenie liniowe. Tak dzieje się w teleskopie, np. gdy obserwuje się odległą gwiazdę.

## Powiększenie minimalne
Powiększenie zapewniające średnicę źrenicy wyjściowej równą źrenicy ludzkiego oka (jeśli źrenica wyjściowa jest większa – część światła nie dociera do siatkówki oka, dlatego powinno się stosować powiększenia większe od minimalnego)
{\displaystyle p_{min}={\frac {D}{d}},}
gdzie:
{\displaystyle D} – średnica teleskopu,
{\displaystyle d} – średnica źrenicy oka (na ogół 6 mm).

## Powiększenie rozdzielcze
Powiększenie kątowe instrumentu optycznego, przy którym rozmiar krążka dyfrakcyjnego odpowiada w okularze zdolności rozdzielczej oka (dla bardzo dobrego wzroku – około 1 minuty łuku). Teoretycznie więc stosowanie powiększeń większych od rozdzielczego nie wnosi dalszych detali, lecz jedynie zmniejsza jasność i kontrast dostrzeganego obrazu. W praktyce często celem poprawienia komfortu obserwacji stosuje się powiększenia nieco większe od rozdzielczego. Uzyskiwane jest ono przy źrenicy wyjściowej 2,3 mm (tzw. źrenica rozdzielcza). Powiększenie rozdzielcze oblicza się więc zgodnie z definicją źrenicy wyjściowej:
{\displaystyle p_{rozd}={\frac {D\;[{\text{mm}}]}{2{,}3\;{\text{mm}}}},}
gdzie {\displaystyle D} to średnica teleskopu.